# Liste der Landschaftsschutzgebiete im Kreis Soest
Die Liste der Landschaftsschutzgebiete im Kreis Soest enthält die über 90 Landschaftsschutzgebiete des Kreises Soest in Nordrhein-Westfalen.

## Erläuterungen
Im Kreis Soest sind die Landschaftsschutzgebiete (LSG) – genauso wie Naturschutzgebiete, Naturdenkmäler und geschützte Landschaftsbestandteile – in mehreren Landschaftsplänen (LP) dargestellt oder aber durch gesonderte LSG-Verordnungen erfasst (bzw. durch ordnungsbehördliche Verordnungen zur „einstweiligen Sicherstellung außerhalb rechtskräftiger Landschaftspläne“). Letzteres betrifft diejenigen Bereiche im Kreis, die noch nicht durch Landschaftspläne abgedeckt sind.
Zu nennen sind hier die beiden größten Landschaftsschutzgebiete Arnsberger Wald und Kreis Soest, die jeweils über 100 km² groß sind. Das vollständig im Naturpark Arnsberger Wald gelegene LSG Arnsberger Wald umfasst zusammenhängende Flächen rund um Warstein und die Möhnetalsperre. Im LSG Kreis Soest sind hingegen zahlreiche Einzelflächen zusammengefasst, die in der Kreisstadt Soest und sieben weiteren Städten und Gemeinden liegen.
Derzeit (2015) sind sechs Landschaftspläne rechtskräftig. Damit liegen für sechs von insgesamt 14 kreisangehörigen Städten und Gemeinden flächendeckende Landschaftspläne vor, wobei das Gebiet von Lippstadt zwar vollständig aber durch zwei verschiedene Landschaftspläne abgedeckt wird.
| Bezeichnung des Landschaftsplans                                           | Planbereich | Aufstellungsbeschluss | Inkrafttreten     | Aktuelle Fassung (Inkrafttreten letzte Änderung) | Anzahl der LSG |
| -------------------------------------------------------------------------- | --- | --------------------- | ----------------- | ------------------------------------------------ | -------------- |
| Landschaftsplan I „Obere Lippetalung/Geseker Unterbörde“ des Kreises Soest | Teilgebiete der Städte Erwitte, Geseke und Lippstadt (begrenzt durch die B 1 im Süden, die B 55 im Westen und die Kreisgrenze im Norden und Osten) | 7. Juni 1990          | 14. Juni 2003     | …                                                | 17             |
| Landschaftsplan II „Erwitte/Anröchte“ des Kreises Soest                    | Teilgebiete der Gemeinde Anröchte und der Städte Erwitte und Rüthen                                                                                | 12. Dezember 1985     | 21. Juni 1997     | 27. Oktober 2003                                 | 9 (10)         |
| Landschaftsplan III „Lippetal/Lippstadt-West“ des Kreises Soest            | komplettes Gebiet der Gemeinde Lippetal und Teilgebiet der Stadt Lippstadt (westlich der B 55)                                                     | 28. Juni 2001         | 4. Dezember 2006  | …                                                | 26             |
| Landschaftsplan IV „Welver“ des Kreises Soest                              | komplettes Gebiet der Gemeinde Welver | 28. Juni 2001         | 16. Dezember 2013 | …                                                | 20             |
| Landschaftsplan V „Wickede/Ense“ des Kreises Soest                         | komplette Gebiete der Gemeinden Ense und Wickede (Ruhr)                                                                                            | 16. September 2009    | 23. Februar 2010  | …                                                | 15             |
| Landschaftsplan VI „Werl“ des Kreises Soest                                | komplettes Gebiet der Stadt Werl | 24. Juli 2003         | 24. August 2012   | …                                                | 8              |

Seit Inkrafttreten der Landschaftspläne gab es ein Änderungsverfahren gemäß § 29 LG NW zum LP II. Außerdem haben in mehreren Bereichen v. a. Bebauungsplanverfahren der Gemeinden zur teilweisen Rücknahme von LSG-Ausweisungen und zu entsprechenden Anpassungen der LSG-Flächengrößen geführt; diese Änderungen fließen nur nach und nach in die amtlichen Statistiken und Gebietsübersichten ein, so dass die folgenden Informationen im Detail veraltet sein können.

## Liste
| Bild                                             | Kennung (CDDA) | Bezeichnung des Gebietes                                                    | Landschaftsplan-Kennung | Fläche in Hektar | Gemeinde(n)                                                           | WDPA-ID    | Koordinaten                   | Jahr der Verordnung |
| ------------------------------------------------ | -------------- | --------------------------------------------------------------------------- | ----------------------- | ---------------- | --------------------------------------------------------------------- | ---------- | ----------------------------- | ------------------- |
|                                                  | LSG-4216-0003  | LSG Lipperoder Bruch                                                        | LP I, C.2.03            | 0227,9785        | Lippstadt                                                             | 555553718  | Position                      | 2003                |
|                                                  | LSG-4216-0005  | LSG Mettinghausen/Rebbeke                                                   | LP I, C.2.04            | 0693,6928        | Lippstadt                                                             | 555553719  | Position                      | 2003                |
|                                                  | LSG-4216-0006  | LSG Lippeaue                                                                | LP I, C.2.05            | 0766,4802        | Lippstadt                                                             | 555553720  | Position                      | 2003                |
|                                                  | LSG-4216-001   | LSG Lippstädter Fichten / Boker Kanal                                       | LP I, C.2.02            | 0090,4636        | Lippstadt                                                             | 555560909  | Position                      | 1982                |
|                                                  | LSG-4216-002   | LSG Lipperbruch                                                             | LP I, C.2.01            | 0076,9658        | Lippstadt                                                             | 555560908  | Position                      | 1982                |
|                                                  | LSG-4213-009   | Landschaftsschutzgebiet Kreis Soest                                         | –                       | 31.320,0000      | Anröchte Bad Sassendorf Erwitte Geseke Möhnesee Rüthen Soest Warstein | 555561025  | Position                      | 1984 bzw. 2004      |
|                                                  | LSG-4316-0004  | LSG Sundern                                                                 | LP I, C.2.06            | 0057,4150        | Lippstadt                                                             | 555553943  | Position                      | 2003                |
|                                                  | LSG-4316-0008  | LSG Rixbeck                                                                 | LP I, C.2.09            | 0030,9340        | Lippstadt                                                             | 555553944  | Position                      | 2003                |
|                                                  | LSG-4316-001   | LSG Agrar- und Waldbereich entlang der Pöppelsche nördlich der BAB 44       | LP II, 2.2.1.2          | 0200,4908        | Erwitte Rüthen                                                        | 555553945  | Position                      | 1997                |
|                                                  | LSG-4316-0010  | LSG Gieseler                                                                | LP I, C.2.11            | 0075,8846        | Erwitte Lippstadt                                                     | 378193     | Position                      | 2003                |
|                                                  | LSG-4316-0011  | LSG Störmeder Bach / Westernschledde                                        | LP I, C.2.15            | 0096,2726        | Geseke                                                                | 555553947  | Position                      | 2003                |
|                                                  | LSG-4316-002   | LSG Ortsrandbereich bei Eikeloh                                             | LP II, 2.2.3.5          | 0029,0629        | Erwitte                                                               | 555561026  | Position                      | 1997                |
|                                                  | LSG-4316-003   | LSG Im Berg / Tiwitt                                                        | LP I, C.2.08            | 0139,6822        | Lippstadt                                                             | 555561028  | Position                      | 1982                |
|                                                  | LSG-4316-005   | LSG Forst Schwarzenraben                                                    | LP I, C.2.10            | 0179,3784        | Geseke Lippstadt                                                      | 555561029  | Position                      | 1983                |
|                                                  | LSG-4316-006   | LSG Hof zu Osten / Lehmke                                                   | LP I, C.2.13            | 0128,4269        | Erwitte Lippstadt                                                     | 555561031  | Position                      | 1982                |
|                                                  | LSG-4316-007   | LSG Erwitter Bruch                                                          | LP I, C.2.12            | 0065,5838        | Erwitte                                                               | 555561030  | Position                      | 1982                |
|                                                  | LSG-4316-008   | LSG Langeneicker Bruch                                                      | LP I, C.2.14            | 0032,1367        | Geseke                                                                | 555561032  | Position                      | 1982                |
|                                                  | LSG-4317-0001  | LSG Hüster Kämpe / Wittenbreite                                             | LP I, C.2.16            | 0180,2511        | Geseke                                                                | 555553954  | Position                      | 2003                |
|                                                  | LSG-4317-0002  | LSG Langholz/Rechen                                                         | LP I, C.2.17            | 0282,6675        | Geseke                                                                | 555553955  | Position                      | 2003                |
|                                                  | LSG-4413-0001  | LSG Schafhauser Haar                                                        | LP V, C.2.01            | 0162,9689        | Wickede                                                               | 555554211  | Position                      | 2006                |
|                                                  | LSG-4413-0002  | LSG Wiehagener Wassertal                                                    | LP V, C.2.02            | 0017,7820        | Wickede                                                               | 555554212  | Position                      | 2006                |
| LSG Strullbachtal                                | LSG-4413-0003  | LSG Strullbachtal                                                           | LP V, C.2.03            | 0092,1104        | Wickede                                                               | 555554213  | Position                      | 2006                |
|                                                  | LSG-4413-0004  | LSG Bremer-, Banner- und Wamelbachsystem                                    | LP V, C.2.09            | 0235,9591        | Ense                                                                  | 555554214  | Position                      | 2006                |
|                                                  | LSG-4413-0005  | LSG Gerlinger Grund                                                         | LP V, C.2.14            | 0174,9715        | Ense                                                                  | 555554215  | Position                      | 2006                |
|                                                  | LSG-4413-0006  | LSG Oevinghauser Wald und Ruhrtal                                           | LP V, C.2.07            | 0262,2156        | Ense Wickede                                                          | 555554216  | Position                      | 2006                |
|                                                  | LSG-4414-0001  | LSG Bilmer Büsche / Himmelpforter Heide / Riesenberg                        | LP V, C.2.13            | 0102,0237        | Ense                                                                  | 555554217  | Position                      | 2006                |
|                                                  | LSG-4414-0002  | LSG Bittinger Talzug / Bilmer Grund                                         | LP V, C.2.14            | 0142,0779        | Ense                                                                  | 555554218  | Position                      | 2006                |
|                                                  | LSG-4415-001   | LSG Agrarbereiche entlang des Sonnenborn-, Welsch- und Bornbaches           | LP II, 2.2.1.1          | 0099,7456        | Anröchte                                                              | 555561160  | Position                      | 1997                |
| LSG Waldgebiet südöstlich Anröchte               | LSG-4415-002   | LSG Waldgebiet südöstlich Anröchte                                          | LP II, 2.2.2            | 0956,0709        | Anröchte Rüthen                                                       | 555561161  | Position                      | 1997                |
|                                                  | LSG-4416-001   | LSG Agrarbereiche im Bereich Pöppelsche (Hoinkhauser Bach) südlich der A 44 | LP II, 2.2.1.3          | 0314,7100        | Anröchte Erwitte Rüthen                                               | 555561162  | Position                      | 1997                |
|                                                  | LSG-4416-003   | LSG Ortsrandlagen bei Nettelstädt                                           | LP II, 2.2.3.4          | 0025,3551        | Rüthen                                                                | 555561164  | Position                      | 1997                |
|                                                  | LSG-4416-004   | LSG Agrarbereiche entlang des Hoinkhauser Bachtales                         | LP II, 2.2.1.4          | 0361,6293        | Rüthen                                                                | 555561163  | Position                      | 1997                |
|                                                  | LSG-4416-005   | LSG Ortsrandlagen bei Kellinghausen                                         | LP II, 2.2.3.2          | 0029,9916        | Rüthen                                                                | 555561165  | Position                      | 1997                |
|                                                  | LSG-4416-006   | LSG Ortsrandlagen bei Ostereiden                                            | LP II, 2.2.3.1          | 0021,6833        | Rüthen                                                                | 555561166  | Position                      | 1997                |
|                                                  | LSG-4513-0015  | LSG Wickeder Ruhraue/Feldflur Beringhof/Nesselbruch                         | LP V, C.2.04            | 0085,3611        | Wickede                                                               | 555554495  | Position                      | 2006                |
|                                                  | LSG-4513-0016  | LSG Lütkenheide / Aufschlag / Bellingser Berg                               | LP V, C.2.05            | 0101,3060        | Wickede                                                               | 555554496  | Position                      | 2006                |
| LSG Echthauser Berg, Echthauser Heide, Osterberg | LSG-4513-0034  | LSG Echthauser Berg / Echthauser Heide / Osterberg                          | LP V, C.2.06            | 0303,2275        | Wickede                                                               | 555554499  | Position                      | 2006                |
|                                                  | LSG-4513-0035  | LSG Ruhrterrassen                                                           | LP V, C.2.08            | 0106,4562        | Ense                                                                  | 555554500  | Position                      | 2006                |
|                                                  | LSG-4513-0036  | LSG Füchtener Heide / Fürstenberg                                           | LP V, C.2.10            | 0275,0802        | Ense                                                                  | 555554501  | Position                      | 2006                |
|                                                  | LSG-4513-0037  | LSG Tiefes Tal / Langesberg / Höinger Berg                                  | LP V, C.2.11            | 0346,0404        | Ense                                                                  | 555554502  | Position                      | 2006                |
| LSG Arnsberger Wald (Kreis Soest)                | LSG-4513-084   | LSG Arnsberger Wald <SO>                                                    | –                       | 19.727,29000.    | Möhnesee Rüthen Warstein                                              |            | Position                      | 1984                |
|                                                  | LSG-4514-0009  | LSG Möhnetal                                                                | LP V, C.2.12            | 0115,6443        | Ense                                                                  | 555554532  | Position                      | 2006                |
|                                                  |                | LSG Lippeaue Uentrop–Lippborg                                               | LP III, C.2.01          | 0136,0000        | Lippetal                                                              | 555560893  | Position                      | 2006                |
|                                                  |                | LSG Lütke-Uentrup/Ebbecke                                                   | LP III, C.2.02          | 0728,0000        | Lippetal                                                              | 555560894  | Position                      | 2006                |
|                                                  |                | LSG Frölich                                                                 | LP III, C.2.03          | 1059,0000        | Lippetal                                                              |            | Position                      | 2006                |
|                                                  |                | LSG Assen                                                                   | LP III, C.2.04          | 1068,0000        | Lippetal                                                              | 555560904  | Position                      | 2006                |
|                                                  |                | LSG Lippeaue/Lippborg–Herzfeld                                              | LP III, C.2.05          | 0281,0000        | Lippetal                                                              | 555561007  | Position                      | 2006                |
|                                                  |                | LSG Heidplatz/Wierlauke                                                     | LP III, C.2.06          | 0038,0000        | Lippetal                                                              | 555561008  | Position                      | 2006                |
|                                                  |                | LSG Ahse-West                                                               | LP III, C.2.07          | 0090,0000        | Lippetal                                                              | ?555561009 | Position                      | 2006                |
|                                                  |                | LSG Ahse-Ost                                                                | LP III, C.2.08          | 0157,0000        | Lippetal                                                              | 555561010  | Position                      | 2006                |
|                                                  |                | LSG Rosenaue                                                                | LP III, C.2.09          | 0029,0000        | Lippetal                                                              | 555561011  | Position                      | 2006                |
| LSG Ahse/Hagen                                   |                | LSG Ahse/Hagen                                                              | LP III, C.2.10          | 0273,0000        | Lippetal                                                              | 555561012  | Position                      | 2006                |
|                                                  |                | LSG Brenkerholz/Dörenkamp                                                   | LP III, C.2.11          | 0129,0000        | Lippetal                                                              | 555561013  | Position                      | 2006                |
|                                                  |                | LSG Herzfeld-Nordwest                                                       | LP III, C.2.12          | 0390,0000        | Lippetal                                                              | 555561015  | Position                      | 2006                |
|                                                  |                | LSG Wilde See                                                               | LP III, C.2.13          | 0660,0000        | Lippetal                                                              | 555560905  | Position                      | 2006                |
|                                                  |                | LSG Schachtrups Busch                                                       | LP III, C.2.14          | 0026,0000        | Lippetal                                                              | 555560906  | Position                      | 2006                |
|                                                  |                | LSG Nordfelder Bach                                                         | LP III, C.2.15          | 0067,0000        | Lippetal                                                              | 555561017  | Position                      | 2006                |
|                                                  |                | LSG Herzfeld-Nordost                                                        | LP III, C.2.16          | 0631,0000        | Lippetal                                                              | 555561014  | Position                      | 2006                |
|                                                  |                | LSG Lippeaue Herzfeld–Eickelborn                                            | LP III, C.2.17          | 0088,0000        | Lippetal Lippstadt                                                    | 555561016  | Position                      | 2006                |
|                                                  |                | LSG Dornloh                                                                 | LP III, C.2.18          | 0139,0000        | Lippetal Lippstadt                                                    | 555561018  | Position                      | 2006                |
|                                                  |                | LSG Trotzbach                                                               | LP III, C.2.19          | 0064,0000        | Lippstadt                                                             | 555561019  | Position                      | 2006                |
|                                                  |                | LSG Steinbecke                                                              | LP III, C.2.20          | 0201,0000        | Lippstadt                                                             | 555561020  | Position                      | 2006                |
|                                                  |                | LSG Erlenholz                                                               | LP III, C.2.21          | 0097,0000        | Lippstadt                                                             | 555561021  | Position                      | 2006                |
|                                                  |                | LSG Gieseler                                                                | LP III, C.2.22          | 0100,0000        | Lippstadt                                                             | 555561022  | Position                      | 2006                |
|                                                  |                | LSG Overhagen                                                               | LP III, C.2.23          | 0013,0000        | Lippstadt                                                             | 555561023  | Position                      | 2006                |
|                                                  |                | LSG Lippeaue/Lippstadt                                                      | LP III, C.2.24          | 0048,0000        | Lippstadt                                                             | 555561024  | Position                      | 2006                |
| LSG Cappel/Bad Waldliesborn (Kreis Soest)        | LSG-4215-0002  | LSG Cappel / Bad Waldliesborn                                               | LP III, C.2.25          | 0503,0000        | Lippstadt                                                             | 555560907  | Position                      | 2006                |
|                                                  |                | LSG Lippstadt-Nord                                                          | LP III, C.2.26          | 0220,0000        | Lippstadt                                                             | 555560910  | Position                      | 2006                |
|                                                  |                | LSG Eilmsener Wald                                                          | LP IV, C.2.01           | 0131,0000        | Welver                                                                | 555560978  | Koordinaten fehlen! Hilf mit. | 2013                |
|                                                  |                | LSG Vellinghausen mit Löwenwäldchen                                         | LP IV, C.2.02           | 0090,0000        | Welver                                                                | 555560979  | Koordinaten fehlen! Hilf mit. | 2013                |
|                                                  |                | LSG Dinker Berg                                                             | LP IV, C.2.03           | 0141,0000        | Welver                                                                | 555560980  | Koordinaten fehlen! Hilf mit. | 2013                |
|                                                  |                | LSG Eichkamp                                                                | LP IV, C.2.04           | 0040,0000        | Welver                                                                | 555560981  | Koordinaten fehlen! Hilf mit. | 2013                |
|                                                  |                | LSG (Berksen) Am Hündlingser Bach                                           | LP IV, C.2.05           | 0058,0000        | Welver                                                                |            | Koordinaten fehlen! Hilf mit. | 2013                |
|                                                  |                | LSG An der Wierlauke                                                        | LP IV, C.2.06           | 0155,0000        | Welver                                                                | 555561003  | Koordinaten fehlen! Hilf mit. | 2013                |
|                                                  |                | LSG Ahseaue zwischen Dinker und Oestinghausen                               | LP IV, C.2.07           | 0380,0000        | Welver                                                                | 555560982  | Koordinaten fehlen! Hilf mit. | 2013                |
|                                                  |                | LSG Am Welveraner Wald                                                      | LP IV, C.2.08           | 0279,0000        | Welver                                                                | 555560983  | Koordinaten fehlen! Hilf mit. | 2013                |
|                                                  |                | LSG Hachenbruch                                                             | LP IV, C.2.09           | 0035,0000        | Welver                                                                | 555560984  | Koordinaten fehlen! Hilf mit. | 2013                |
|                                                  |                | LSG Salzbach-Mittellauf                                                     | LP IV, C.2.10           | 0145,0000        | Welver                                                                |            | Koordinaten fehlen! Hilf mit. | 2013                |
|                                                  |                | LSG Salzbach mit Mühlenbach                                                 | LP IV, C.2.11           | 0100,0000        | Welver                                                                | 555560985  | Koordinaten fehlen! Hilf mit. | 2013                |
|                                                  |                | LSG Bispinghof                                                              | LP IV, C.2.12           | 0052,0000        | Welver                                                                | 555560986  | Koordinaten fehlen! Hilf mit. | 2013                |
|                                                  |                | LSG Einecker Vöhde                                                          | LP IV, C.2.13           | 0196,0000        | Welver                                                                | 555560987  | Koordinaten fehlen! Hilf mit. | 2013                |
|                                                  |                | LSG Westholz mit Westbach mit Bonnekoh                                      | LP IV, C.2.14           | 0199,0000        | Welver                                                                | 555561150  | Koordinaten fehlen! Hilf mit. | 2013                |
|                                                  |                | LSG Schwefer Vöhde                                                          | LP IV, C.2.15           | 0074,0000        | Welver                                                                | 555561157  | Koordinaten fehlen! Hilf mit. | 2013                |
|                                                  |                | LSG Soestbach-Niederung                                                     | LP IV, C.2.16           | 0299,0000        | Welver                                                                | 555561004  | Koordinaten fehlen! Hilf mit. | 2013                |
|                                                  |                | LSG Niederbörde bei Blumroth                                                | LP IV, C.2.17           | 0106,0000        | Welver                                                                | 555561005  | Koordinaten fehlen! Hilf mit. | 2013                |
|                                                  |                | LSG Am Frohnholz                                                            | LP IV, C.2.18           | 0146,0000        | Welver                                                                | 555561006  | Koordinaten fehlen! Hilf mit. | 2013                |
|                                                  |                | LSG Blöggeaue                                                               | LP IV, C.2.19           | 0054,0000        | Welver                                                                | 555561158  | Koordinaten fehlen! Hilf mit. | 2013                |
|                                                  |                | LSG Ostönner Linde                                                          | LP IV, C.2.20           | 0024,0000        | Welver                                                                | 555561159  | Koordinaten fehlen! Hilf mit. | 2013                |
|                                                  |                | LSG Seseke-Niederung                                                        | LP VI, C.2.01           |                  | Werl                                                                  | 555561136  | Koordinaten fehlen! Hilf mit. | 2012                |
| LSG Pentling/Pröbsting                           |                | LSG Pentling/Pröbsting                                                      | LP VI, C.2.02           |                  | Werl                                                                  | 555561151  | Koordinaten fehlen! Hilf mit. | 2012                |
|                                                  |                | LSG Haus Borg                                                               | LP VI, C.2.03           |                  | Werl                                                                  | 555561152  | Koordinaten fehlen! Hilf mit. | 2012                |
|                                                  |                | LSG Werl West                                                               | LP VI, C.2.04           |                  | Werl                                                                  | 555561153  | Koordinaten fehlen! Hilf mit. | 2012                |
| LSG Werler Wald (Kreis Soest)                    |                | LSG Werler Wald                                                             | LP VI, C.2.05           |                  | Werl                                                                  | 555561154  | Position                      | 2012                |
|                                                  |                | LSG Werl Süd                                                                | LP VI, C.2.06           |                  | Werl                                                                  | 555561155  | Koordinaten fehlen! Hilf mit. | 2012                |
|                                                  |                | LSG Mühlenbach                                                              | LP VI, C.2.07           |                  | Werl                                                                  | 555561156  | Koordinaten fehlen! Hilf mit. | 2012                |
| LSG Salzbach                                     |                | LSG Salzbach                                                                | LP VI, C.2.08           |                  | Werl                                                                  | 555561149  | Koordinaten fehlen! Hilf mit. | 2012                |
|                                                  |                | LSG Ortsrandlagen bei Menzel                                                | LP II, 2.2.3.3          |                  | Rüthen                                                                | 555561167  | Koordinaten fehlen! Hilf mit. | 1997                |
| Mönninghauser Bruch                              |                | LSG Mönninghauser Bruch/Störmeder Bach                                      | LP I, C.2.07            | 0314,7000        | Geseke Lippstadt                                                      | 555561027  | Koordinaten fehlen! Hilf mit. | 2003                |